# Tournoi d'ouverture du championnat du Chili de football 2014
Navigation
Tournoi précédent Tournoi suivant
Le tournoi d'ouverture de la saison 2014 du Championnat du Chili de football est le premier tournoi de la quatre-vingt-deuxième édition du championnat de première division au Chili. 
La saison sportive est scindée en deux tournois saisonniers, Ouverture et Clôture, qui décernent chacun un titre de champion. Le fonctionnement de chaque tournoi est le même : l'ensemble des équipes est regroupé au sein d'une poule unique où elles affrontent les autres clubs une seule fois. Le vainqueur du tournoi Ouverture se qualifie pour la Copa Libertadores 2015 et est protégé de la relégation en fin de saison, tout comme le finaliste. Les équipes classées de la 2e à la 5e place s'affrontent lors de la Liguilla, qui attribue une place en Copa Libertadores pour le vainqueur et une place en Copa Sudamericana pour le finaliste.
La relégation est décidée à l'issue du tournoi de Clôture. Un classement cumulé des deux tournois est effectué et les deux derniers de ce classement sont relégués et remplacés par les deux meilleures équipes de Segunda Division, la deuxième division chilienne.
C'est le CF Universidad de Chile qui remporte le tournoi après avoir terminé en tête du classement final, avec un seul point d’avance sur Santiago Wanderers et trois sur le tenant du titre, Colo-Colo. C'est le dix-septième titre de champion du Chili de l'histoire du club.

## Les clubs participants
| - Colo-Colo - CD Universidad Católica - CF Universidad de Chile - Club de Deportes Iquique - Club de Deportes Antofagasta - Club de Deportes Cobreloa - Club Deportivo Huachipato - Deportes Unión La Calera - Club Deportivo O'Higgins | - Club de Deportes Cobresal - Unión Española - Audax Italiano - Club Deportivo Palestino - Deportivo Ñublense - Club Deportivo San Marcos de Arica - Promu de Segunda División - Club de Deportes Santiago Wanderers - Club Deportivo Universidad de Concepción - Athletic Club Barnechea - Promu de Segunda División |

## Compétition
Le barème utilisé pour établir le classement est le suivant :
- Victoire : 3 points
- Match nul : 1 point
- Défaite : 0 point

### Classement
| Rang | Équipe                                   | Pts | J  | G  | N | P  | Bp | Bc | Diff |
| ---- | ---------------------------------------- | --- | -- | -- | - | -- | -- | -- | ---- |
| 1    | CF Universidad de Chile                  | 44  | 17 | 14 | 2 | 1  | 37 | 13 | +24  |
| 2    | Club de Deportes Santiago Wanderers      | 43  | 17 | 14 | 1 | 2  | 31 | 14 | +17  |
| 3    | Colo-ColoT                               | 41  | 17 | 13 | 2 | 2  | 34 | 11 | +23  |
| 4    | Club Deportivo Palestino                 | 31  | 17 | 10 | 1 | 6  | 28 | 21 | +7   |
| 5    | Club Deportivo Huachipato                | 26  | 17 | 8  | 2 | 7  | 30 | 25 | +5   |
| 6    | Unión Española                           | 25  | 17 | 8  | 1 | 8  | 22 | 24 | -2   |
| 7    | Audax Italiano                           | 23  | 17 | 6  | 5 | 6  | 26 | 21 | +5   |
| 8    | Club Deportivo O'Higgins                 | 23  | 17 | 6  | 5 | 6  | 27 | 25 | +2   |
| 9    | Deportes Unión La Calera                 | 22  | 17 | 6  | 4 | 7  | 25 | 22 | +3   |
| 10   | AC BarnecheaP                            | 20  | 17 | 6  | 2 | 9  | 16 | 26 | -10  |
| 11   | Deportivo Ñublense                       | 19  | 17 | 5  | 4 | 8  | 21 | 29 | -8   |
| 12   | Club Deportivo Universidad de Concepción | 18  | 17 | 4  | 6 | 7  | 18 | 23 | -5   |
| 13   | Club Deportivo San Marcos de AricaP      | 18  | 17 | 5  | 3 | 9  | 12 | 21 | -9   |
| 14   | CD Universidad Católica                  | 17  | 17 | 5  | 2 | 10 | 20 | 25 | -5   |
| 15   | Club de Deportes Cobresal                | 17  | 17 | 4  | 5 | 8  | 24 | 30 | -6   |
| 16   | Club de Deportes Iquique                 | 16  | 17 | 3  | 7 | 7  | 22 | 31 | -9   |
| 17   | Club de Deportes Antofagasta             | 16  | 17 | 4  | 4 | 9  | 13 | 25 | -12  |
| 18   | Club de Deportes Cobreloa                | 11  | 17 | 3  | 2 | 12 | 19 | 39 | -20  |

|  | Qualification pour la Copa Libertadores 2015      |
|  | Qualification pour la Liguilla                    |
|  | T : Tenant du titre P : Promu de Segunda División |

- Colo-Colo ne peut pas participer à la Liguilla puisqu’il est déjà qualifié pour la Copa Libertadores 2015 après son titre lors du tournoi de clôture 2014.

### Matchs
| Résultats (▼dom., ►ext.)     | ANT | AUD | COB | CSL | CC  | BAR | IQUI | HUA | ÑUB | OHI | PAL | SMA | SW  | UE  | ULC | UC  | UCH | UDC |
| Club de Deportes Antofagasta |     | 0-0 | 2-1 |     |     | 1-1 | 1-0  | 2-2 | 2-0 | 2-1 |     |     | 0-2 |     |     |     | 0-3 |     |
| Audax Italiano               |     |     |     | 2-2 |     | 3-1 | 2-1  |     | 0-1 |     |     | 3-0 |     | 0-1 | 2-2 |     | 2-3 | 4-1 |
| AC Barnechea                 |     |     |     |     | 0-3 |     |      | 3-0 |     | 1-2 |     | 1-0 |     | 1-0 | 0-3 | 1-0 |     |     |
| Club de Deportes Cobreloa    |     | 0-1 |     |     |     | 1-2 | 3-3  |     | 4-2 |     |     |     | 1-2 |     | 1-1 |     | 0-4 | 0-2 |
| Club de Deportes Cobresal    | 1-1 |     | 2-1 |     | 0-1 |     |      | 2-2 |     | 3-1 | 0-1 | 0-0 |     | 1-3 |     | 0-1 |     |     |
| Colo-Colo                    | 4-0 | 2-1 |     |     |     |     | 2-0  |     | 0-0 | 2-3 |     |     |     | 2-0 |     |     | 2-0 |     |
| Club de Deportes Iquique     |     |     |     | 2-2 |     | 1-0 |      |     | 1-1 | 0-0 | 2-4 |     |     |     |     |     | 2-2 | 1-1 |
| Club Deportivo Huachipato    |     | 1-2 | 2-0 |     | 1-3 |     | 5-0  |     | 3-0 |     | 2-0 |     | 4-0 | 1-3 | 0-4 |     |     |     |
| Deportivo Ñublense           |     |     |     | 2-3 |     | 0-1 |      |     |     | 1-1 |     | 2-1 |     | 3-1 |     | 2-1 |     | 2-1 |
| Club Deportivo O'Higgins     |     | 1-1 | 4-1 |     |     |     |      | 3-0 |     |     | 0-1 | 3-1 |     | 1-3 |     |     | 1-3 | 2-2 |
| Club Deportivo Palestino     | 3-1 | 1-0 | 1-2 |     | 1-3 | 2-0 |      |     | 2-2 |     |     |     | 0-1 |     | 3-2 | 2-1 |     |     |
| CD San Marcos de Arica       | 1-0 |     | 0-1 |     | 1-1 |     |      |     |     |     | 1-0 |     |     | 2-1 | 2-1 |     |     | 0-0 |
| Santiago Wanderers           |     | 2-2 |     | 4-1 | 2-0 | 3-0 | 2-0  |     | 2-1 | 1-0 |     | 2-1 |     | 1-0 |     |     |     |     |
| Unión Española               | 1-0 |     | 2-1 |     |     |     | 2-5  |     |     |     | 2-5 |     |     |     | 2-0 | 1-0 | 0-1 | 0-0 |
| Deportes Unión La Calera     | 3-1 |     |     | 2-1 | 0-2 |     | 1-1  |     | 3-2 | 1-2 |     |     |     |     |     | 1-0 |     |     |
| CD Universidad Católica      | 1-0 | 2-1 | 5-1 |     | 1-2 |     |      | 0-3 |     | 2-2 |     | 2-0 | 0-1 |     |     |     |     | 2-2 |
| CF Universidad de Chile      |     |     |     | 3-1 |     | 1-1 |      | 2-1 |     |     | 2-1 | 2-0 | 3-2 |     | 1-0 | 3-0 |     | 1-0 |
| CD Universidad de Concepción |     |     |     | 3-2 | 0-1 | 3-2 |      | 0-1 |     |     | 0-1 |     | 1-3 |     | 1-1 |     |     |     |

### Liguilla
Le vainqueur de la Liguilla se qualifie pour la Copa Libertadores 2015, le finaliste obtient son billet pour la Copa Sudamericana 2015.
|  | Demi-finales                            | Demi-finales                 | Demi-finales |                                         |   | Finale | Finale | Finale |  |
|  |                                         |                              |              |                                         |   |        |        |        |  |
|  | 14 et 16 décembre 2014                  |                              |              |                                         |   |        |        |        |  |
|  |                                         |                              |              |                                         |   |        |        |        |  |
|  | (2) Club de Deportes Santiago Wanderers | 4                            | 2            |                                         |   |        |        |        |  |
|  | (2) Club de Deportes Santiago Wanderers | 4                            | 2            | 19 et 22 décembre 2014                  |   |        |        |        |  |
|  | (6) Unión Española                      | 2                            | 3            |                                         |   |        |        |        |  |
|  | (6) Unión Española                      | 2                            | 3            | (2) Club de Deportes Santiago Wanderers | 1 | 1      |        |        |  |
|  | 14 et 16 décembre 2014                  |                              |              | (2) Club de Deportes Santiago Wanderers | 1 | 1      |        |        |  |
|  |                                         | (4) Club Deportivo Palestino | 3            | 6                                       |   |        |        |        |  |
|  | (4) Club Deportivo Palestino            | (4) Club Deportivo Palestino | 3            | 6                                       | 3 | 3      |        |        |  |
|  | (4) Club Deportivo Palestino            |                              |              |                                         | 3 | 3      |        |        |  |
|  | (5) Club Deportivo Huachipato           | 1                            | 0            |                                         |   |        |        |        |  |

## Bilan du tournoi
| Championnat du Chili de football 2014 |                                     |
| Champion                              | CF Universidad de Chile (17e titre) |
| Qualifications continentales          |                                     |
| Copa Libertadores 2015                | CF Universidad de Chile             |
| Copa Libertadores 2015                | Club Deportivo Palestino            |
| Copa Sudamericana 2015                | Club de Deportes Santiago Wanderers |
| Promotions et relégations             |                                     |
| Promus en Primera División            | Aucun                               |
| Relégués en Segunda División          | Aucun                               |